# 苏北运河
苏北运河是京杭大运河在江苏省的江北河段。旧称“江北运河”。北起徐州蔺家坝闸，南至扬州六圩口长江北岸河口，全长404公里。

## 历史
清末放弃漕运后，中央政府断绝对苏北运河的治理投入。1914年苏北大旱，“运河奇涸、舟楫不通”，江苏民政长韩国钧决定疏浚治运，1914年8月委任马士杰总办江北运河工程，在扬州设筹浚江北运河工程局，计划三年筹款一百万元治运。与此同时，山东省成立“山东南运湖河疏浚局”，总办潘复。1915年6月3日苏、鲁两局在台儿庄达成统筹分治协议。1918年底，王宝槐任筹浚局会办。1920年3月马士杰卸任筹浚江北运河工程总办，被聘为督办江苏运河工程局咨议。北洋政府任命张謇督办江苏运河工程事宜，韩国钧为会办，将筹浚江北运河工程局改组为江苏运河工程局。
1931年长江、淮河特大水灾后，里运河以东各县沦为泽国。1932年2月，江苏省成立江北运河善后工程委员会，正、副主任委员顾祝同、韩国钧，办理运河复堤工程。1932年6月12日江苏省政府委员会会议通过《江北运河工程局组织规程》，7月1日“运工局”正式成立，局长徐鼎康。1933年实施了界首至高邮的修补筑西堤碎石工程。1934年实施了六塘河筑堤浚河工程，全长150km。1935年实施了里运河东西堤护坡之柴埽改为土坡与石工。1935年7月黄河董庄决口，造成苏北水灾，1936年春实施了中运河堵口复堤。
1938年黄河花园口炸堤溃决后，黄水入淮再入洪泽湖，泥沙沉淀，湖区大部淤平，又造成运河水量增加，水患严重。
1945年11月1日，中共领导的苏皖边区政府在清江市成立，下属的建设厅随即成立水利局及测量队。1946年7月底，苏皖边区政府发布《关于夏季防汛给一、二、五、六、七等专署沿河各县政府的训令》要求沿河各级政府一律组织运河堤夏防委员会，在多地设立水位站以及时掌握水情，拨出华中币1900万元（合法币1亿2千余万元）修建苏北运河南、中两段夏防工程。1946年8月正值国军大举进攻华中解放区、“苏中七战七捷”时期，运河水势猛涨，扬州当局封堵归江十坝，连云港当局堵塞蔷薇河使沭水无法畅流入海，“以水代兵”，致淮海北部及洪泽湖沿岸一带低洼地区洪涝成灾。
苏北运河一期航道整治工程从1958年至1961年历时三年。包括：蔺家坝至邳州大王庙在不牢河道上裁湾取直、平地开河、开辟新航道；窑湾至曹甸子段9公里新开河道；中运河的其余段对老运河拓宽浚深。里运河淮阴至淮安、扬州湾头至六圩都天庙段另开新河。
1982年，苏北运河二期航道整治工程是国家“六五”期间津浦铁路南段煤运分流任务重点建设项目，包括疏浚拓宽航道，兴建复线船闸，续建扩建煤港，“七五”期间继续完成全段配套工程，全线达到二级航道标准。 
京杭运河邵伯湖区段航道自邵伯节制闸至槐泗河口长10.5公里，与淮河入江水道横向交叉，水情复杂。 
江苏省交通运输厅下设苏北航务管理处。2021年苏北运河十个梯级船闸累计开放闸次35.57万次，放行船队6.4万个、货轮85.77万艘。苏北运河货物运量3.25亿吨，同比增长4.1%；货物周转量653.8亿吨公里，同比增长0.4%；运输集装箱37.45万标箱，同比增长31.4%。其中矿建材运量达1.12亿吨，煤炭运量达9716万吨。